# Уилмот (Новая Шотландия)
Уилмот (англ. Wilmot) — невключенная сельская община, расположенная на северо-востоке графства Аннаполис, Новая Шотландия, Канада.
Община получила своё название от тауншипа Уилмот, который был назван в честь Монтегю Уилмота, лейтенант-губернатора Новой Шотландии в 1763—1766 годах. Тауншип, в границы которого входил нынешний Эйлсфорд, был дарован новоанглийским переселенцам-лоялистам в 1764 году. В 1768 году население общины составляло 40 человек; к 1827 число жителей выросло до 2294 человек. Первым крупным землевладельцем стал магистрат Филип Ричардсон (англ. Philip Richardson): в 1777 году ему было даровано семь земельных участков общей площадью в 2000 акров (809 гектаров). После Американской революции в Уилмоте поселилось множество лоялистов, известнейшими из которых являются бригадный генерал Тимоти Рагглз (англ. Timothy Ruggles), делегат Конгресса Гербового акта в 1765 году, которому в 1784 году было даровано 10000 акров (4047 гектаров), и офицер Королевских оранжевых рейнджеров Сэмюэл Баярд (англ. Samuel Bayard), внук лейтенант-губернатора Новой Шотландии в 1710—1712 годах Сэмюэла Ветча, которому после войны было даровано 4730 акров (1914 гектаров).